# Wilhelm Stählin

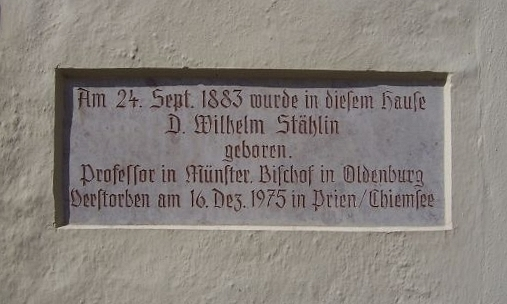
Gedenktafel am Geburtshaus in Gunzenhausen

Ernst Wilhelm Stählin (* 24. September 1883 in Gunzenhausen; † 16. Dezember 1975 in Prien am Chiemsee) war ein deutscher lutherischer Theologe, Bischof, Prediger und Vertreter der Liturgischen Bewegung.

## Leben

### Herkunft, Ausbildung und frühe Jahre
Ernst Wilhelm Stählin wurde als Sohn des lutherischen Pfarrers und Missionars Wilhelm Stählin (1831–1886) und der Sophie geb. Hauser (1838–1905) 1883 in Gunzenhausen im heutigen mittelfränkischen Landkreis Weißenburg-Gunzenhausen im Haus Kirchenplatz 1 geboren. Nach Schulbildung am Gymnasium bei St. Anna in Augsburg studierte Stählin ab 1901 Evangelische Theologie in Erlangen, Rostock und Berlin. Im Wintersemester 1901/02 trat er der christlichen Studentenverbindung Uttenruthia Erlangen im Schwarzburgbund bei. 1905 legte er das Examen ab und leistete seine Hilfspredigerzeit in Steinbühl bei Nürnberg ab, wobei er Kontakt zu den Nürnberger Predigern Christian Geyer und Friedrich Rittelmeyer hatte. Am 29. März 1906 wurde er in Ansbach ordiniert. Nach einer Reise nach England 1908 und einem Semester Psychologiestudium bei Oswald Külpe an der Universität Würzburg wurde Stählin 1910 Pfarrer in Egloffstein und heiratete Emmy Thäter (1886–1945), die Tochter des bayerischen Generalmajors Gottlieb von Thäter (1846–1912). 1913 promovierte er in Würzburg bei Karl Marbe über Psychologie und Statistik biblischer Metaphern. 1914 begründete er die Gesellschaft für Religionspsychologie und gab bis 1921 das Archiv für Religionspsychologie heraus. Er nahm als Freiwilliger (Feldgeistlicher) von 1914 bis 1916 am Ersten Weltkrieg in Frankreich und im Baltikum teil. Ab 1917 war Stählin 2. Pfarrer an St. Lorenz in Nürnberg. Nach dem Weltkrieg pflegte er verstärkt Kontakte zur bündischen Bewegung. 1918 bis 1919 fungierte er als Vorsitzender des Gaues Bayern des Wandervogels. Diese Tradition bestimmte auch Stählins gemeindliche Jugendarbeit. 1920 bekam er Kontakt zum Bund Deutscher Jugendvereine (BDJ), einem liberalen Bund christlicher Jugendvereine. Von 1922 bis 1932 war Stählin einer der beiden Bundesleiter des BDJ und beschäftigte sich auch literarisch sowie in Vorträgen mit der Jugendbewegung. 1923 war er Mitbegründer des Berneuchener Kreises und 1931 der hierzu gehörenden Michaelsbruderschaft, die eine liturgische Erneuerung des Protestantismus erstrebten. 1925 nahm er an der Stockholmer Weltkirchenkonferenz teil. 1926 folgte Stählin einem Ruf auf die Professur für Praktische Theologie an der Westfälischen Wilhelms-Universität in Münster. Aus diesem Anlass verlieh ihm die Theologische Fakultät der Universität Kiel den Ehrendoktor.

### Tätigkeit in Münster
In Münster lehrte Wilhelm Stählin die klassischen Disziplinen Homiletik, Katechetik, Liturgik und Pastoraltheologie und wandte sich daneben dem Neuen Testament zu. Er betonte vor allem das Hinhören auf die griechische Ursprache und die angemessene deutsche Übersetzung. Als Vertreter der Fakultät war er 1930 Mitglied der altpreußischen Generalsynode und knüpfte ökumenische Beziehungen beispielsweise auf den britisch-deutschen Theologen-Konferenzen von 1927, 1931 und 1935. Im Herbst 1931 gehörte Stählin zu den Stiftern der aus der Berneuchener Bewegung entstandenen Evangelischen Michaelsbruderschaft, deren Ältester er von 1942 bis 1946 war. 1933 entstand in Münster um Stählin auch eine Evangelische Jungbruderschaft St. Michael.

### Zur Zeit des Nationalsozialismus
Den Nationalsozialisten stand Stählin von Anfang an mit Misstrauen gegenüber, hielt aber eine Zusammenarbeit mit den Deutschen Christen für die Umgestaltung der Kirche zunächst noch für unumgänglich. Am 6. September 1933 war er Teilnehmer der Generalsynode der Evangelischen Kirche der altpreußischen Union und gehörte dort schon der Gruppe Evangelium und Kirche um Karl Koch und Wilhelm Niemöller an. In der Folge schloss er sich dem Pfarrernotbund an, trotz seiner Kritik an der Barmer Erklärung und der Bekennenden Kirche. Bereits 1935 kam es jedoch zu Spannungen über die Frage der theologischen Prüfungen, sodass er sich 1940 wieder zurückzog.

### Tätigkeit in Oldenburg
Als im Juli 1944 in Oldenburg der deutschchristliche Landesbischof Johannes Volkers starb, wurde Stählin durch Fürsprache seines Freundes Heinrich Kloppenburg, zu der Zeit Präsident der Oldenburgischen Bekenntnissynode und faktisch Leiter der Bekennenden Kirche von Oldenburg, als Nachfolger designiert. Stählin kam im September 1944 nach Oldenburg, um zunächst eine Pfarrstelle in Osternburg und die damit verbundene Verantwortung für die Ausbildung der Geistlichen in der Landeskirche zu übernehmen. Im Winter 1944/45 galt seine Tätigkeit allerdings hauptsächlich seiner Gemeinde. Nach der deutschen Kapitulation 1945 wurde er schließlich mit dem Amt des Landesbischofs beauftragt und von einer im Herbst 1945 abgehaltenen Landessynode zum Bischof der Evangelisch-Lutherischen Kirche in Oldenburg und Vorsitzenden des Oberkirchenrats gewählt. Dem Oberkirchenrat gehörten zu dieser Zeit noch Hermann Ehlers, Heinz Kloppenburg und Edo Osterloh an. 1946 wurde Stählin durch Theophil Wurm, den ersten Ratsvorsitzenden der Evangelischen Kirche in Deutschland, in sein Amt eingeführt.
Nachdem 1945 seine Frau gestorben war, verheiratete sich Stählin am 3. Juni 1946 in zweiter Ehe mit Luise Charlotte (Liselotte) Künne (* 1900; † 1976), der Tochter des Fabrikbesitzers Robert Hermann Künne und dessen Frau Adele geb. Gunck.
Nach Kriegsende war Stählins Hauptaufgabe zunächst die Integrierung der vielen Flüchtlinge, die auch in die bisher fast rein katholischen Kreise Cloppenburg und Vechta gekommen waren. Hier sorgte Stählin für die Gründung neuer Gemeinden und Kirchen. Weiterhin nahm er durch Seminare und als Verfasser von katechetischen und Predigthilfen an der Ausbildung der Geistlichen regen Anteil. Weiterhin wirkte er durch Messen, Christnachtfeiern, Bibelstunden, Seminare und Vorträge auch direkt in die Gemeinde.

### Wirken in Kirchenpolitik und Ökumene
1945 war Stählin Teilnehmer der Treysaer Konferenz und beteiligte sich so am Neuaufbau der Evangelischen Kirche in Deutschland. Ab 1946 arbeitete Stählin in der Lutherischen Liturgischen Konferenz mit. 1947 war er erneut auf der Kirchenversammlung von Treysa zugegen und konnte erreichen, dass die Evangelisch-Lutherische Kirche in Oldenburg nicht Gliedkirche der Vereinigten Evangelisch-Lutherischen Kirche Deutschlands (VELKD) wurde. 1948 nahm er als Vertreter der EKD an der Weltkirchenkonferenz in Amsterdam teil, auf der der Ökumenische Rat der Kirchen gebildet wurde.
Gemeinsam mit Lorenz Kardinal Jaeger gründete und leitete Stählin nach dem Krieg einen ökumenischen Arbeitskreis katholischer und evangelischer Theologen, den sogenannten „Jaeger-Stählin-Kreis“. Er war von 1946 bis 1970 evangelischer Vorsitzender dieser Arbeitsgemeinschaft, die bis heute Grundlagenforschung für den ökumenischen Diskurs betreibt.
1950 war er an der Erstellung der Kirchenordnung Oldenburgs von Hermann Ehlers beteiligt. 1952 trat Stählin, vor allem wegen theologischer und politischer Differenzen mit seinem früheren Freund Heinrich Kloppenburg, in den Ruhestand, hielt aber für einige Zeit weiter Lehrveranstaltungen in Münster ab. Bis 1954 blieb er auch Mitglied der theologischen Prüfungskommission in Oldenburg.
Seine ökumenische Tätigkeit führte Stählin durch Teilnahme an der Weltkonferenz für Glauben und Kirchenverfassung 1952 in Lund weiter. 1963 erhielt er anlässlich seines 80. Geburtstages eine Privataudienz bei Papst Paul VI. in Rom.
Als Exponent der Liturgischen Bewegung und Verfasser von Predigthilfen entfaltete Stählin eine breite Wirkung bis in das 21. Jahrhundert.

## Familie
Wilhelm Stählin entstammte einer bekannten Theologen- und Gelehrtenfamilie. Sein Onkel war der bayerische Oberkonsistorialpräsident Adolf von Stählin, seine Tante die Oberin von Neuendettelsau Therese Stählin, sein Bruder der Altphilologe Otto Stählin. Dessen Söhne Adolf und Gustav waren ebenfalls Professoren (für Agrarwissenschaften bzw. Theologie) wurden. Auch Wilhelm Stählins Sohn aus erster Ehe Rudolf Stählin wurde Professor der Evangelischen Theologie.

## Ehrungen
- 1952: Großes Verdienstkreuz der Bundesrepublik Deutschland
- 1968: Großes Verdienstkreuz mit Stern der Bundesrepublik Deutschland
- 1968: Konrad-Adenauer-Preis der Deutschland-Stiftung
- 1973: Bayerischer Verdienstorden